# Brzezinki (Rekowo Lęborskie)
Brzezinki (kaszb. Brzézënkë) – nieoficjalna nazwa przysiółka wsi Rekowo Lęborskie w Polsce, położona w województwie pomorskim, w powiecie lęborskim, w gminie Nowa Wieś Lęborska.
W latach 1975–1998 miejscowość należała administracyjnie do województwa słupskiego.